# Saint-Jérôme
Saint-Jérôme är en stad (kommun av typen ville) och tätort (centre de population) i provinsen Québec i Kanada. Den ligger i regionen Laurentides, i den sydöstra delen av landet, 140 km öster om huvudstaden Ottawa.
Den är namngiven efter helgonet Hieronymus vars franska namn är Jérôme.